# Il primo lutto
Il primo lutto (Premier Deuil, o Adamo ed Eva piangono la morte di Abele o ancora Il primo risveglio) è un dipinto a olio su tela del 1888 di William-Adolphe Bouguereau. È conservato al Museo nazionale delle belle arti (Argentina) di Buenos Aires, in Argentina.

## Ecfrasi

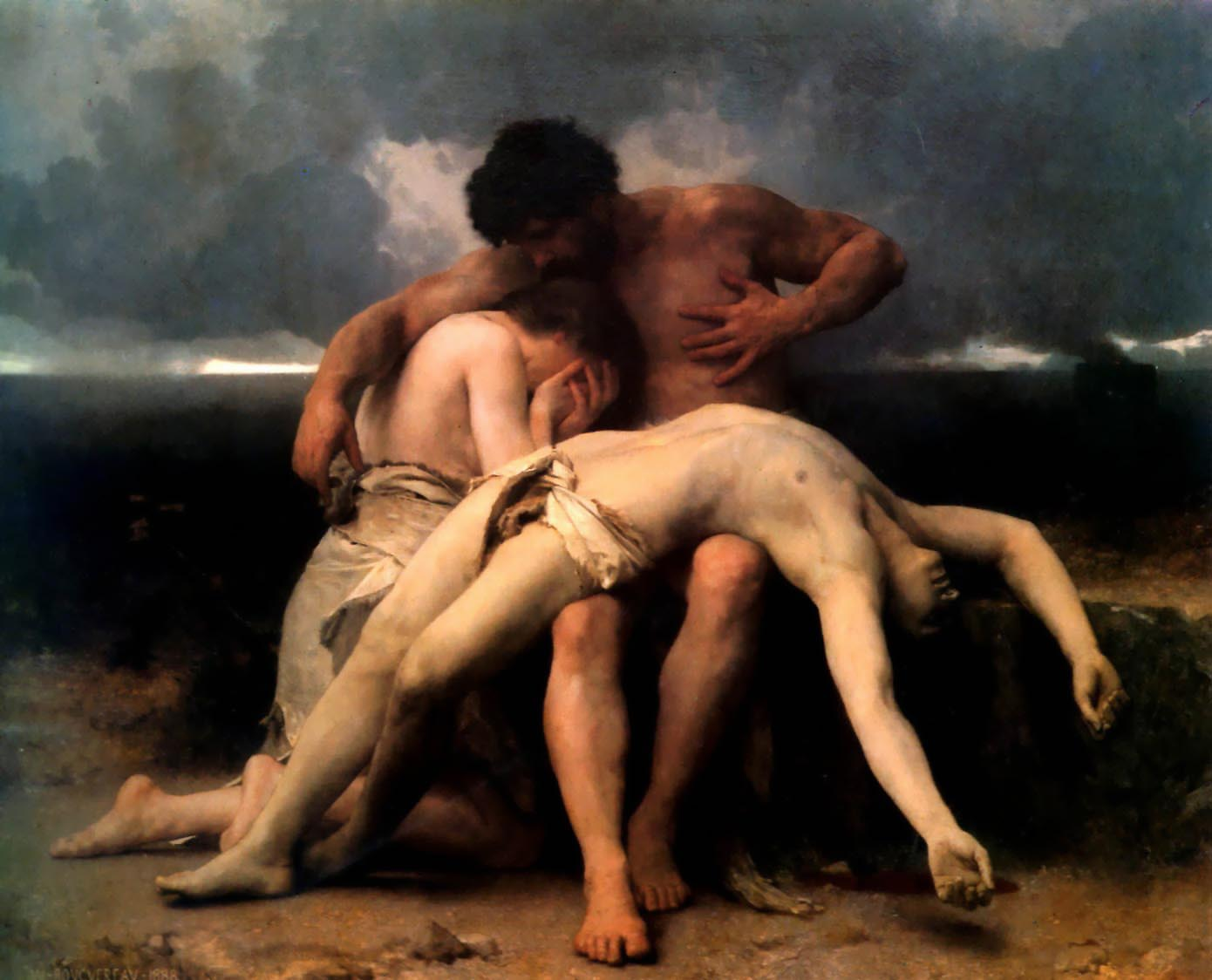
In una colorazione differente.

L'opera raffigura uno dei primi episodi biblici narrati nel Libro della Genesi: il momento drammatico in cui Adamo ed Eva rinvengono il corpo oramai senza vita del figlio Abele, poco dopo essere stato ucciso da Caino, che è divenuto così il primo assassino macchiatosi di fratricidio. In quell'attimo la morte fece la sua comparsa nella vita dell'essere umano.
Il pittore aveva subito la perdita del suo secondo figlio poco prima di dipingere questo quadro.